# Black Butterfly (film, 2017)
Pour les articles homonymes, voir Black Butterfly.
Pour plus de détails, voir Fiche technique et Distribution.
Black Butterfly est un film américain réalisé par Brian Goodman (en), sorti en 2017 adapté du téléfilm français Papillon noir réalisé par Christian Faure.

## Synopsis
Dans le Colorado, Paul Lopez est un écrivain alcoolique, vivant reclus en montagne et en manque d'inspiration. Alors que la région est traumatisée par une série de meurtres, ce dernier invite chez lui Jack, un mystérieux vagabond, pour tenter de s'inspirer de leur rencontre pour son prochain roman. Sa présence stimule son inspiration jusqu'au moment où Jack s'avère être hyper violent. Serait-il le tueur en série qui sévit dans la région ?

## Fiche technique
- Titre original : Black Butterfly
- Réalisation : Brian Goodman
- Scénario : Marc Frydman et Justin Stanley
- Photographie : José David Montero
- Montage : Julia Juaniz et Mark Sult
- Société de production : Paradox Studios, Compadre Entertainment, Battleplan Productions, Ambi Pictures
- Société de distribution : Lionsgate
- Musique : Federico Jusid
- Décors : Amenah Monem
- Costumes : Massimo Cantini Parrini
- Pays d'origine :  États-Unis
- Langue originale :  anglais
- Genre : Thriller
- Durée :  93 minutes
- Date de sortie : 
  -  États-Unis : 26 mai 2017
  -  France : 8 novembre 2017 (DVD, VOD, Blu-ray)

## Distribution
- Antonio Banderas (VF : Pierre-François Pistorio ; VQ : Manuel Tadros) : Paul Lopez
- Jonathan Rhys-Meyers (VF : Alexis Victor ; VQ : Tristan Harvey) : Jack
- Piper Perabo (VF : Monika Lawinska ; VQ : Geneviève Désilets) : Laura Johnson
- Abel Ferrara (VF : Gérard Darier) : Pat / Marty
- Vincent Riotta (en) : Lieutenant Carcano
- Nathalie Rapti Gomez : Julie
- Randall Paul : Mr. Owen
- Katie McGovern : Nancy Barrows
- Gioia Libardoni (VF : Fanny Fourquez) : Serveuse
- Brian Goodman (en) (VF : Jean-Alain Velardo) : Le chauffeur de camion

 Source et légende : version française (VF) sur RS Doublage et version québécoise sur Doublage Québec.

## Production

### Lieux de tournage
Le film a été tourné en Italie.